# Sture (restaurang)

Sture, tidigare Sturehof, är en restaurang i på Adelgatan 13 i Malmö.
År 1915 flyttade krögaren Nils Jönsson sin öl- och vinstuga med namnet Sturehof från Södergatan till Adelgatan. Han efterträddes 1927 av sonen Sture Jönsson som drev krogen fram till tidigt 1940-tal. Den blev med sin svenska husmanskost snart stamlokus för journalister i staden. År 2006 tog Anders Vendel över ägandet. Han ändrade konceptet till inriktning på "fine dining", medan namnet kortades till Sture.
År 2016 tog Karim Khouani över restaurangen med ambitionen att göra den till en stjärnkrog. Han hade tidigare drivit den enstjärniga restaurangen Ambiance à Vindåkra. Khouani lät genomföra en grundlig renovering av lokalen, där det mesta av den tidigare inredningen, med bland annat bröstpaneler i mahogny från 1953, försvann. Det gamla glastaket fick dock vara kvar. 
Lokalen erbjöd plats för 20 sittande gäster, som serverades avsmakningsmenyer. År 2017 belönades restaurangen med en stjärna i Guide Michelin.
Efter att Khouani lämnat restaurangen 2018, tog Jonas Dellow över som köksmästare. Krogen miste sin stjärna i 2019 års upplaga av Michelinguiden. Den stängde 2020.
I november 2021 återöppnandes en restaurang i samma lokal med namnet "Brasserie Sture 1912".  Restaurangen har nya ägare och öppnandet hade planerats till augusti 2021.